# Asquenazes

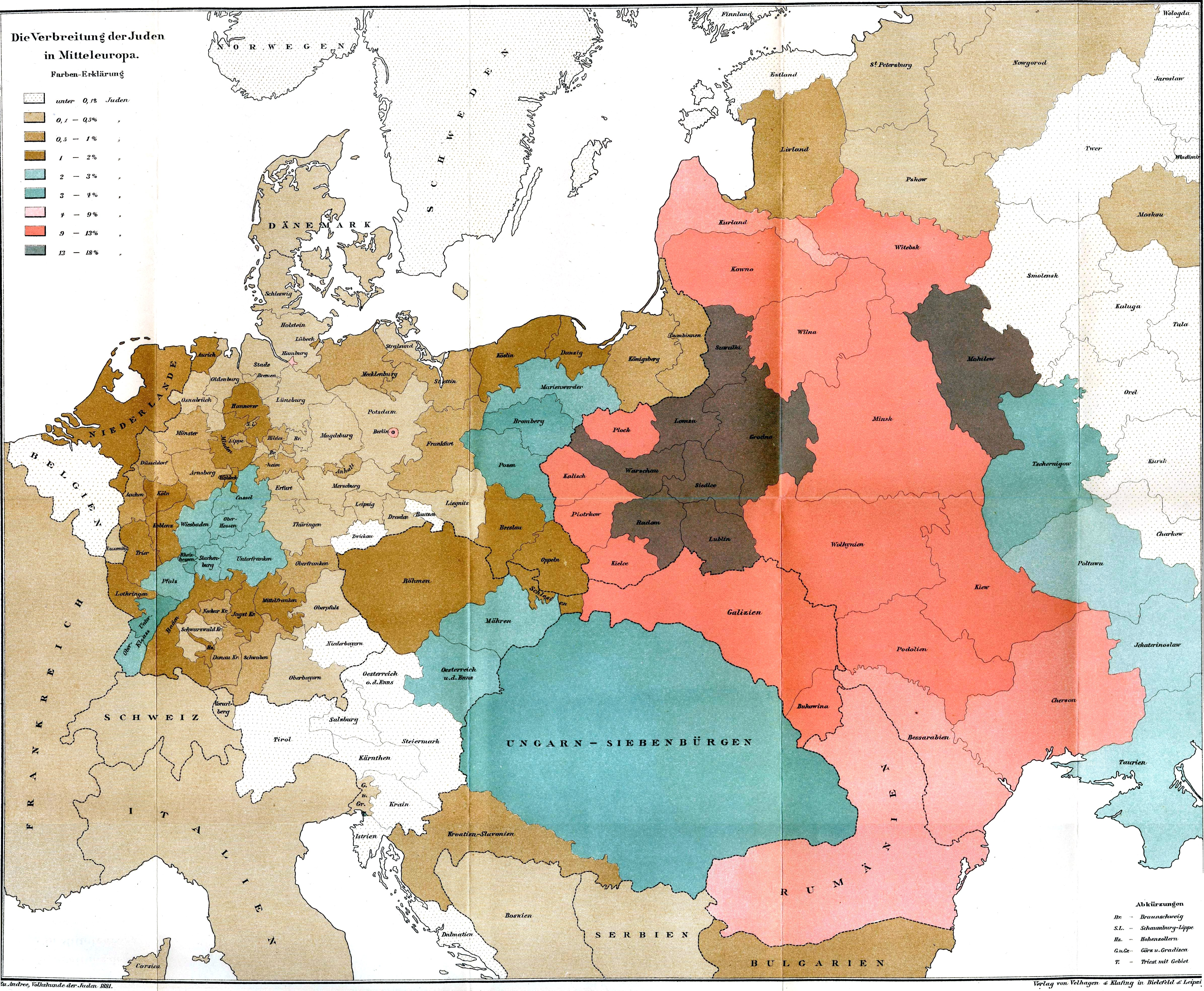
Os judeus na Europa Central (1881)

Os asquenazes (em hebraico: יְהוּדֵי אַשְׁכְּנַז; romaniz.: Yehudei Ashkenaz; lit.: judeu da Germânia (singular); em iídiche: אַשכּנזישע ייִדן; romaniz.: Ashkenazishe Yidn) também conhecidos como asquenazitas, asquenázicos ou asquenazim (em hebraico: אַשְׁכְּנַזִּים; romaniz.: Asquenazim; /aʃkəˈnazim/AHSH-kə-NAH-zim-,_-ASH--; lit. [os da] Germânia (plural)) são a comunidade judaica da Europa Central e do Leste Europeu, que se formou no Sacro Império Romano-Germânico por volta do final do primeiro milênio depois de Cristo.
Sua língua tradicional é o iídiche, uma língua germânica ocidental com elementos linguísticos judaicos e eslavos, que usa o alfabeto hebraico, que se desenvolveu durante a Idade Média, depois que eles se mudaram da Alemanha e França para a Europa Setentrional e Leste Europeu. Durante séculos, os asquenazes na Europa usaram o hebraico apenas como língua literária e sagrada, até o renascimento do hebraico como língua comum no século XX em Israel.
Ao longo de seus numerosos séculos vivendo na Europa, os asquenazes fizeram muitas contribuições importantes para a filosofia, erudição, literatura, arte, música e ciência.

## Etimologia
O nome asquenazim deriva da figura bíblica de Asquenaz, o primeiro filho de Gomer, filho de Jafé, filho de Noé, e um patriarca jafético na Tabela das Nações (Gênesis 10). O nome de Gomer tem sido frequentemente associado aos cimérios.
O asquenaz bíblico é geralmente derivado do assírio Aškūza (cuneiforme Aškuzai/Iškuzai), um povo que expulsou os cimérios da área armênia do Alto Eufrates; o nome Aškūza é identificado com os citas. O n intrusivo no nome bíblico é provavelmente devido a um erro de escriba confundindo um vau com um num.
Em Jeremias 51:27, Asquenazim figura como um dos três reinos no extremo norte, sendo os outros Manai e Ararate (correspondente a Urartu), chamados por Deus para resistir à Babilônia. No tratado Ioma do Talmude Babilônico, o nome Gomer é traduzido como Germânia, que em outras partes da literatura rabínica foi identificado com Germanikia no noroeste da Síria, mas mais tarde tornou-se associado com Germânia. Asquenazim está ligado a Scandza (ou Scanzia), visto como o berço das tribos germânicas, já no século VI, uma glosa da Historia Ecclesiastica de Eusébio.
Na História da Armênia do século X de Yovhannes Drasxanakertc'i (1.15), o asquenazim foi associado à Armênia, como era ocasionalmente no uso judaico, onde sua denotação se estendia às vezes para Adiabena, Cazares, Crimeia e áreas para o leste. Seu contemporâneo Saadia Gaon identificou os asquenazes com os saquliba ou territórios eslavos, e tal uso cobria também as terras de tribos vizinhas dos eslavos e da Europa Oriental e Central. Nos tempos modernos, Samuel Krauss identificou o "asquenaz" bíblico com Cazares.
Em algum momento do início do período medieval, os judeus da Europa Central e Oriental passaram a ser chamados por esse termo.  De acordo com o costume de designar áreas de assentamento judaico com nomes bíblicos, a Espanha foi denominada Sefarad (Obadias 20), a França foi chamada Tsarefat (I Reis 17:9) e a Boêmia foi chamada de Terra de Canaã. No alto período medieval, comentaristas talmúdicos como Rashi começaram a usar "asquenazim" para designar a Alemanha, anteriormente conhecido como Loter, onde, especialmente nas comunidades da Renânia de Speyer, Worms e Mainz, surgiram as comunidades judaicas mais importantes. Rashi usa leshon Ashkenaz (língua asquenaz) para descrever o iídiche, e as letras judaicas bizantinas e sírias se referem aos cruzados como asquenazim. Dadas as ligações estreitas entre as comunidades judaicas da França e da Alemanha após a unificação carolíngia, o termo asquenaz passou a se referir aos judeus da Alemanha medieval e da França.

## História
Os asquenazes se formaram demográfica e culturalmente na França e na Renânia por volta do final do primeiro milênio d.C, tendo se originado a partir da chegada de dois contingentes populacionais judaicos a essa área: um, vindo da Judeia, de cativos dos romanos nos séculos I e II, após três revoltas judaicas contra o Império Romano; outro, vindo da Itália, atraído pelos estímulos de Carlos Magno.
Após sua chegada, eles adaptaram as tradições trazidas da Terra Santa, Babilônia e Mediterrâneo Ocidental para seu novo ambiente europeu. O rito religioso asquenaz desenvolveu-se em cidades como Mainz, Worms e Troyes. O eminente rishon da França medieval, Rashi, teve uma influência significativa nas interpretações do judaísmo pelos asquenazes.
Nos séculos X e XI, os asquenazes exerciam profissões como a de comerciantes (possuindo conexões comerciais com o Mediterrâneo e o Oriente), artesãos e produtores de vinho e mantinham-se relativamente isolados, com cada comunidade possuindo um autogoverno.
Apesar de ocasionalmente sofrerem antissemitismo, a violência contra os asquenazes (antissemitismo) eclodiu no final do século XI. Isso forçou a maioria da população asquenaz a deslocar-se para o leste, saindo do Sacro Império Romano-Germânico para as áreas que mais tarde se tornaram parte da Comunidade Polaco-Lituana, que compreendem partes dos atuais Bielorrússia, Estônia, Letônia, Lituânia, Moldávia, Polônia, Rússia, Eslováquia e Ucrânia. No início do século XVI, o centro da população asquenaz já havia se deslocado para o Leste Europeu, especialmente para a Polônia.
Nos séculos XVII e XVIII, os judeus na Polônia enfrentaram grande discriminação e sofreram muitos massacres. Após os massacres de Khmelnitski (1648), muitos desses judeus migraram para a Europa Ocidental, para locais como Amsterdã, onde se encontraram com judeus alemães e sefarditas.
A comunidade judaica na Inglaterra passou por mudanças no século XVIII. Era sobretudo sefardita no século anterior, mas foi se tornando cada vez mais asquenaz, à medida que chegavam judeus da Alemanha e da Polônia.
No contexto do Iluminismo europeu, a emancipação judaica começou na França do século XVIII e se espalhou por toda a Europa Ocidental e Central. As restrições que limitavam os direitos dos judeus desde a Idade Média foram abolidas, incluindo a exigência de usar roupas diferenciadas, pagar impostos especiais e viver em guetos isolados de comunidades não judaicas e as proibições de certas profissões. Leis foram aprovadas para integrar os judeus em seus países de acolhimento, forçando os judeus asquenazes a adotar nomes de família (eles anteriormente usavam patronímicos). A recente inclusão na vida pública levou ao crescimento cultural do Haskalá, ou Iluminismo judaico, com o objetivo de integrar os valores europeus modernos à vida judaica. Como reação ao crescente antissemitismo e assimilação após a emancipação, no final do século XIX surgiu o sionismo, ideologia que prega a criação de uma pátria para o povo judeu.
Ao longo do final do século XVIII e XIX, os judeus que permaneceram ou retornaram às terras alemãs históricas geraram uma reorientação cultural; sob a influência do Haskalá e da luta pela emancipação, bem como do fermento intelectual e cultural nos centros urbanos, eles gradualmente abandonaram o uso do iídiche e adotaram o alemão enquanto desenvolviam novas formas de vida religiosa e identidade cultural judaica.
No final do século XIX e início do século XX, como resultado dos pogroms no Império Russo, houve a emigração judaica em massa do Leste Europeu para outras partes da Europa, e também para a Austrália, África do Sul, Estados Unidos e na Palestina.
Antes do Holocausto, os asquenazes compunham 90% da população judaica global e suas comunidades eram maiores do que a dos sefarditas e outros judeus em diversas partes do mundo, exceto no Norte da África, Itália, Oriente Médio e partes da Ásia.
O Holocausto diminuiu a população asquenaz e, de certo modo, também a sua superioridade numérica sobre os sefarditas, haja vista que, dos seis milhões de judeus mortos no Holocausto, a grande maioria era composta por asquenazes. Os Estados Unidos e também, mais tarde, Israel, se tornaram os principais centros para os judeus asquenazes.
Em Israel, há muitas tensões entre asquenazes e judeus não-asquenazes, visto que estes últimos se sentem mais discriminados. Tradicionalmente, a elite política israelense é de origem asquenazita, mas isso está mudando gradualmente, com a ascensão de partidos e lideranças políticas sefarditas e mizrahim.

## Demografia
Estima-se que no século XI, os asquenazes compreendiam 3% da população judaica global, enquanto uma estimativa feita em 1930 (perto do pico da população) os listava como compreendendo 92% da população judaica mundial. No entanto, a população asquenaz foi dizimada pouco depois como resultado do Holocausto, realizado pela Alemanha Nazista durante a Segunda Guerra Mundial, que afetou quase todas as famílias judias europeias. Imediatamente antes do Holocausto, a população judaica mundial era de aproximadamente 16,7 milhões de pessoas. Os números estatísticos variam para a demografia contemporânea dos judeus asquenazes, variando de 10 milhões a 11.2 milhões. O demógrafo e estatístico israelense Sergio D. Pergola, em um cálculo aproximado dos judeus sefarditas e judeus mizrahim, sugere que os judeus asquenazes representavam 65-70% dos judeus em todo o mundo em 2000. Outras estimativas colocam os asquenazim como compreendendo mais de 75% da população judaica global.

## Genética
Segundo os estudos genéticos, entre 40 e 50% da genética dos judeus asquenazes é oriunda do Levante, sendo o restante (50 a 60%) oriundo da Europa. Entre 60 e 80% da ancestralidade europeia dos asquenazes é oriunda do sul da Europa.
Segundo Behar et al. (2004) e Nebel et al. (2001), as frequências de haplogrupos de cromossomo Y entre os judeus asquenazes é a seguinte: J2 (19-24%), J1 (c. 20%), E1b (16-23%), R1a (8-13%), Q (c. 5%) e R1b (10-11%).
Sobre a origem das linhagens maternas asquenazes, ainda há controvérsias se a maioria são de origem levantina ou de origem europeia. Tradicionalmente, pensava-se que a maioria das linhagens maternas asquenazes vinham de mulheres europeias que se uniram a homens judeus e adotaram o judaísmo. Essa hipótese está presente no estudo de Costa et al. (2013). No entanto, o consenso entre a comunidade científica hoje é de que a maioria das linhagens maternas asquenazes são de origem levantina, segundo os estudos de Behar et al. (2006) e Fernández et al. (2014).
Segundo Costa et al. (2013), as frequências de haplogrupos de DNA mitocondrial entre os asquenazes é: K (31,8%), H (20,5%), N1b (9,2%), J (6,3%) e HV0 (4,1%).

### Hipótese da origem turca dos asquenazes
No século XX, o escritor húngaro-judaico Arthur Koestler, em seu livro A 13ª Tribo (1976), retomou a antiga teoria de que os judeus asquenazes seriam descendentes dos cazares, um povo de origem túrquica, não semita, que se converteu em massa ao judaísmo e abandonou suas terras, na região da atual Turquia, fugindo das devastações perpetradas pelos mongóis, refugiando-se afinal na Europa Oriental, principalmente nos atuais territórios da Polônia, Hungria e Ucrânia. Essas populações, não pertencendo a nenhuma das doze tribos de Israel, por isso são definidas no livro de Koestler como "a décima-terceira tribo".
Porém, testes genéticos em populações de judeus asquenazes não apresentam qualquer evidência de origens cázaras, mas sim de origens advindas do Oriente Próximo/Mediterrâneo e Sudoeste Europeu.

## Relações com os sefarditas
As relações entre asquenazes e sefarditas têm sido às vezes tensas e obscurecidas por arrogância, esnobismo e reivindicações de superioridade racial, com ambos os lados reivindicando a inferioridade do outro, com base em características físicas e cultura, por exemplo.
Os sefarditas do Norte de África e os judeus mizrahim eram frequentemente desprezados pelos asquenazes como cidadãos de segunda classe durante a primeira década após a criação de Israel. Isso levou a movimentos de protesto como os Panteras Negras israelenses liderados por Saadia Marciano, um judeu marroquino. Em alguns casos, as comunidades asquenazes aceitaram um número significativo de recém-chegados sefarditas, às vezes resultando em casamentos mistos e na possível fusão entre as duas comunidades. Em 2006 as taxas de casamentos mistos entre judeus israelenses são superiores a 35% e estudos recentes indicam que a proporção de israelenses descendentes de judeus mizrahim/sefarditas e asquenazes aumenta 0,5% a cada ano, com mais de 25% das crianças em idade escolar tendo ancestralidade Ocidental e oriental.

## Asquenazes notáveis
Judeus asquenazes têm uma notável história de realizações nas sociedades ocidentais nos campos das ciências naturais e sociais, matemática, literatura, finanças, política, mídia e outros. Naquelas sociedades onde eles foram livres para entrar em qualquer profissão, eles têm um histórico de alta realização ocupacional, entrando em profissões e áreas de comércio onde o ensino superior é exigido. Judeus asquenazes ganharam um grande número de prêmios Nobel.
De acordo com o livro From Chance to Choice: Genetics and Justice, de 2000, publicado pela Universidade de Cambridge, 21% dos estudantes da Ivy League, 25% dos vencedores do Prêmio Turing, 23% dos americanos mais ricos, 38% dos diretores de cinema vencedores do Óscar, e 29% dos premiados de Oslo são judeus asquenazes.
As conquistas de tantos judeus asquenazes levaram alguns à visão de que os judeus asquenazes têm inteligência acima da média. No entanto, muitos desses estudos que mostram inteligência superior foram desacreditados, e outros estudos observam que não se deve "confundir categorias raciais com científicas."